# Luce Douady
Pour les articles homonymes, voir Douady.
Luce Douady est une grimpeuse française, née le 17 novembre 2003 à Grenoble et morte le 14 juin 2020 à Crolles (Isère), aux abords de la falaise du Luisset.
En 2019, elle est championne du monde cadette de bloc, puis médaillée de bronze en difficulté aux championnats d'Europe senior d'escalade. Alors qu'elle fait figure de grand espoir de l'escalade, elle meurt à l'âge de 16 ans dans un accident survenu sur un sentier d'approche vers le site d'escalade de Saint-Pancrasse.

## Biographie
Luce Douady, arrière-petite-fille du médecin Daniel Douady, est née le 17 novembre 2003 et est originaire du Touvet, sur le plateau des Petites Roches en Isère. Elle commence l'escalade en club à l'âge de 7 ans au sein du TCGM, le club de la vallée du Grésivaudan,, puis intègre le club de Chambéry à 9 ans, où elle pratique ensuite ce sport à haut niveau, tout en intégrant le pôle espoir de Voiron en 2017, puis le pôle France en octobre 2019.
En mai 2019, à l'âge de 15 ans, Luce Douady participe, alors qu'elle est seulement cadette, à sa première compétition senior, la coupe d’Europe à Innsbruck, et elle remporte une inattendue médaille d'or. En juin, lors de sa première participation à une étape de la Coupe du monde senior, à Vail, dans le Colorado, elle atteint la finale avec une prometteuse cinquième place. En août, aux championnats du monde junior à Arco (Trente, Italie), elle devient championne du monde en bloc, après avoir remporté une médaille de bronze en difficulté (catégorie « cadette A »),. En octobre, elle remporte une médaille de bronze aux championnats d'Europe senior dans l'épreuve de difficulté derrière la Slovène Lučka Rakovec et l'Italienne Laura Rogora.
Elle fait ainsi figure de grand espoir de l'escalade et fait partie de la « génération Paris 2024 ». Grimpant aussi sur des sites naturels, elle y atteint en 2020 un niveau 8b+ (selon la cotation française) — les meilleures performances féminines sur rocher se situant aux niveaux 9a et 9b,.
Le 14 juin 2020, elle fait une sortie avec un groupe d'amis au site d'escalade de Saint-Pancrasse, situé dans la vallée du Grésivaudan (Isère). Sur un sentier exposé reliant deux secteurs et équipé d'une main courante, aux abords de la falaise du Luisset, près de Crolles, elle glisse accidentellement et meurt après une chute d'environ 150 mètres.

## Meilleurs résultats

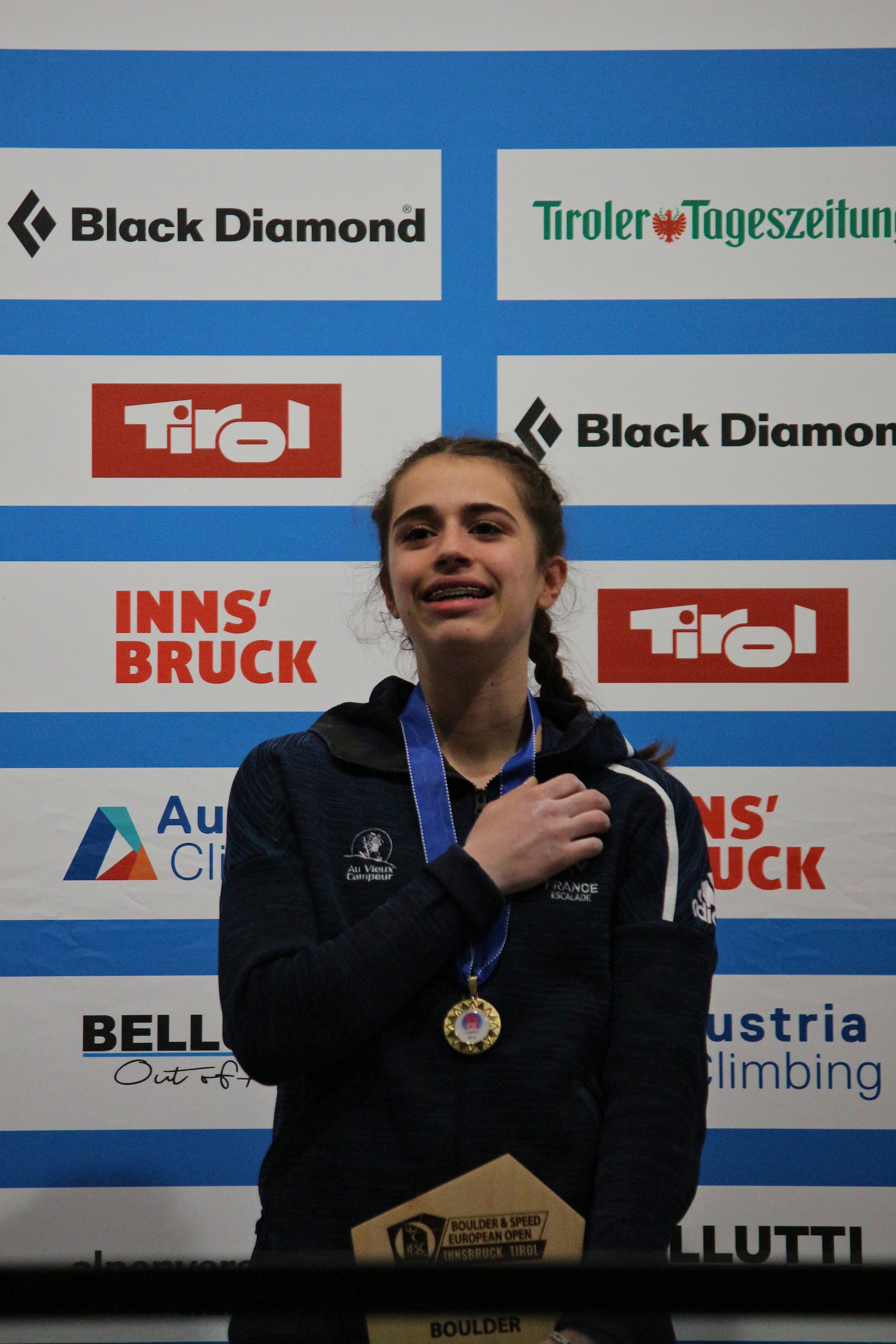
Luce Douady avec sa médaille d'or lors de la Coupe d'Europe senior 2019 à Innsbruck.

### Junior
Pour sa carrière junior, ne sont mentionnés que les résultats où Luce Douady a terminé dans les dix premières places dans les principales compétitions. Le terme « junior » est ici employé de façon générique par rapport à « senior ».
- Coupe d'Europe 2017 :
  -  médaille d'or en bloc à Graz
  -  médaille d'or en bloc à L'Argentière-la-Bessée
  - 4e en bloc à Sofia
  - 5e en bloc à Dornbirn
  - 6e en bloc à Soure
- Championnats d'Europe 2017 :
  - 4e en difficulté à Perm
  - 5e en bloc à Slaný
- Championnats du monde 2017 à Innsbruck :
  - 6e en difficulté
  - 6e en combiné
- Coupe d'Europe 2018 :
  -  médaille d'or en difficulté à Voiron
  -  médaille d'or en bloc à Sofia
  -  médaille d'argent en bloc à Soure
  -  médaille d'argent en difficulté à Brunico
  - 4e en bloc à Graz
  - 5e en vitesse à Voiron
  - 5e en difficulté à Munich
- Championnats du monde 2018 à Moscou :
  - 4e en difficulté
  - 8e en bloc
- Championnats d'Europe 2018 :
  -  médaille d'argent en difficulté à Imst
  - 4e en bloc à Bruxelles
- Coupe d'Europe 2019 :
  -  médaille d'or en bloc à Soure
  -  médaille d'or en difficulté à Saint-Pierre-en-Faucigny
- Championnats du monde 2019 à Arco :
  -  médaille d'or en bloc (catégorie « cadette A »[2])
  -  médaille de bronze en difficulté (catégorie « cadette A »[2])

### Senior
La totalité des résultats senior de Luce Douady sont mentionnés ici.
- Coupe d'Europe 2019 :
  -  médaille d'or à Innsbruck
- Coupe du monde 2019 :
  - 5e en bloc à Vail
  - 11e en difficulté à Inzai
  - 20e en bloc à Hachiōji
  - 21e en difficulté à Chamonix
- Championnats d'Europe 2019 à Édimbourg :
  -  médaille de bronze en difficulté

## Musique
Luce Douady faisait partie, avec son frère aîné Robin, Maïlys Flambard et Delphi de la Fouchardière, du groupe Les As de Pique formé en février 2012. Les quatre membres s'étaient rencontrés à l'école de Saint-Hilaire-du-Touvet et au club d'escalade de la commune. Luce jouait du violon et du ukulélé et était également la chanteuse du groupe. Elle a également écrit et composé le titre Partir en 2015.
Alors qu'ils avaient entre 9 et 11 ans, ils avaient sorti en mai 2013 un premier album, intitulé C'est pas mon jour.